# 萩原量吉
萩原量吉（はぎわら りょうきち、1940年（昭和15年）9月25日 - ）は、三重県の政治家。日本共産党所属の三重県議会議員。四日市ぜんそく問題に取り組んだ反公害活動家（環境運動家）。日本共産党三重県常任委員。

## 経歴
- 1940年（昭和15年） - 三重県津市に生まれる。
- 1963年（昭和38年） - 三重大学学芸学部（現在の三重大学教育学部）を卒業する。三重県立四日市農芸高等学校の化学科と物理科の教師となった。
- 1970年（昭和45年） - 三重県議会議員選挙に立候補するために退職した。
- 1971年（昭和46年） - 三重県議会議員（四日市市選挙区）で初当選した。

## 環境活動家
三重県立高等学校教諭を務める際に、四日市市坂部ヶ丘団地に在住した。当時は地元の四日市市で四日市ぜんそくが社会問題化しており、教育委員会に公害対策委員会を設置させるなど、同問題に取り組んだ。　北勢地区の高校教員が創設した四日市公害の対策委員会に参加して、四日市公害の被害地の塩浜地区の公害被害調査に取り組んだ。1971年（昭和46年）に三重県議会議員に当選した後も、公害防止条例の改正や公害対策予算の増額に尽力した。同年には『灰色の空をつきやぶれ』を著している。
1990年（平成2年）の第39回衆議院議員総選挙、1993年（平成5年）の第40回衆議院議員総選挙に出馬したがいずれも落選した。その後は日本共産党三重県委員会副委員長などを歴任した。2003年（平成15年）と2011年（平成23年）の三重県議会議員選挙では落選をした。2007年（平成19年）4月8日の三重県議会議員選挙で返り咲いた（7選）。野呂昭彦知事らに対してフェロシルト問題などを追及した。2011年（平成23年）4月10日の統一地方選で落選。後継として四日市市議を2期務めた同じく教員出身の山本りかが2期(平成27年～令和5年)県議を務めた。

## 人物
- 趣味は音楽鑑賞と読書。楽天家で研究心旺盛で議会質問の鋭さで知られた。[9]